# Erëleta Memeti
Erëleta Memeti (ur. 30 czerwca 1999 w Schwäbisch Hall) – kosowska i niemiecka piłkarka. Reprezentowała Niemcy w reprezentacjach U-16, U-17, U-19 oraz U-20, od 2019 roku należy do reprezentacji Kosowa.